# Боже, Грегори
Грегори́ Боже (фр. Grégory Baugé; род. 31 января 1985, Мезон-Лаффит, Франция) — французский трековый велогонщик, девятикратный чемпион мира и трёхкратный серебряный призёр Олимпийских игр 2008 и 2012 годов.
Боже до восьми лет занимался футболом, но затем стал учиться в велосипедной школе и занялся трековыми велогонками. На юниорском уровне он стал чемпионом и призёром мира, а также многократным чемпионом и призёром Европы. Впервые чемпионом среди взрослых спортсменов стал в 2006 году на домашнем чемпионате мира в Бордо, выиграв со своей сборной командный спринт. Затем Бож выигрывал в этой дисциплине ещё три раза подряд. В индивидуальном спринте он стал чемпионом мира в 2009 году в Прушкуве и в 2010 в Баллерупе повторил это достижение. Также он дважды становился серебряным призёром чемпионатов мира в спринтерских видах.
Боже участвовал в летних Олимпийских играх 2008 в двух соревнованиях. В командном спринте он вместе с Кевином Сиро, Арно Турнаном и Микаэлем Бургеном выиграл серебряную медаль, а в кейрине, проиграв во втором раунде, победил в гонке за седьмое место.
В январе 2012 года был дисквалифицирован на 1 год за то, что в течение 18 месяцев ни разу не проинформировал сотрудников антидопингового агентства о своём местоположении. Также он был лишён двух золотых медалей чемпионата мира 2011.